# HD 168694
HD 168694，又名BD+29 3236，SAO 85933、HR 6867，是一颗恒星，视星等为5.99，位于銀經57.09，銀緯19.38，其B1900.0坐标为赤經18h 16m 0.5s，赤緯+29° 19.38′ 22″。